# Kaliberdolch

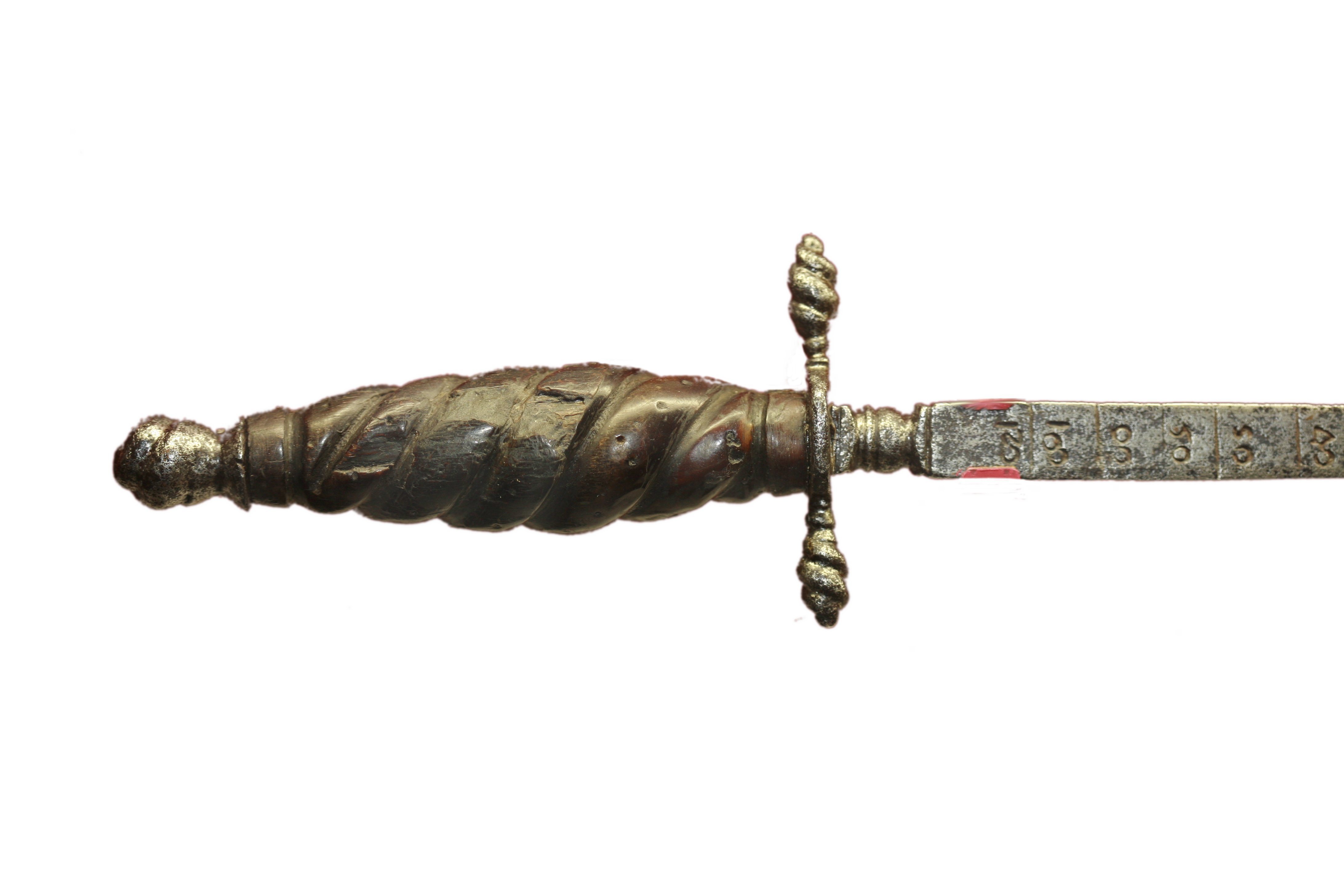
Stilett für Kanoniere (man beachte die Maßeinteilung auf der Klinge)

Der Kaliberdolch (italienisch Fusetto bzw. Stiletto da bombardiere „Stilett der Bombardiere“) ist eine Stichwaffe und gleichzeitig ein Messgerät, Werkzeug und Rangabzeichen aus Italien des 17. Jahrhunderts. Auf der drei- bis vierkantigen Klinge ist eine Maßeinteilung der Pulverladung für Eisen-, Stahl- und Bleikugeln von Geschützen graviert. Ansonsten gleicht er dem zeitgleichen, gewöhnlichen Stilett.

## Verwendung
Dieser Dolch wurde von Chefkanonieren dazu benutzt, die Pulverladung für Vorderladerkanonen zu bestimmen. Da es im  17. Jahrhundert keine genormten Geschosse gab, variierten die Gewichte von Geschoss zu Geschoss. Mit Hilfe des Kaliberdolches konnte durch den Durchmesser das Gewicht der verschiedenen Geschosse bestimmt werden und anhand dessen die genaue Pulverladung, was für die effektive Nutzung der Kanone sehr wichtig war. Um eine sichere Zündung zu gewährleisten, konnte mit dem Dolch, durch das Zündloch, der Kartuschenbeutel aufgestoßen werden. Auch zum Befreien des Zündlochs von Abbrandrückständen wurde der Dolch als Werkzeug verwendet. Außerdem konnte mit dem Dolch das Geschütz "vernagelt" werden, d. h. es temporär unbrauchbar machen, indem der Dolch in das Zündloch gesteckt und abgebrochen wurde. Natürlich war der Dolch auch eine wirksame Nahkampfwaffe, falls die Artillerie überrannt werden sollte.
Die Republik Venedig verbot Dolche zu tragen; die einzige Ausnahme waren Kanoniere. Daher ist es wahrscheinlich, dass es versucht wurde das Verbot zu umgehen, indem eben Kaliberdolche von Privatpersonen getragen wurden.